# 千葉県立長生高等学校
千葉県立長生高等学校（ちばけんりつ ちょうせいこうとうがっこう）は、千葉県茂原市高師にある県立高等学校。略称「長高」（ちょうこう）。

## 概要
2021年度から2026年度まで5年間、文部科学省より、SSH（スーパーサイエンスハイスクール）に再指定された。
SSHコース［理数科］は学校独自カリキュラムとして、「スーパーサイエンス理数」科目、「スーパーサイエンスコミュニケーション（外国語）」などを設けている。
一部科目は習熟度別による少人数指導を行っている。文理選択は1年次後期に希望がとられ、2年次から文理それぞれのクラス分けとなる。
課外授業は通年課外と夏期課外を合わせ年間1848講座開講されている。課外は部活に入部しているものを考慮し、朝に行うものも多数ある。
他にも理数科対象の臨海学習や後期の始め、文部科学省が補助金を出す生物、地学の実習がある（理数科は必修のため全員が参加し、普通科は希望者が参加する。）

## 沿革
- 1888年10月 - 私立上埴生学館創立
- 1893年6月 - 私立長生学校創立
- 1901年4月 - 両校合併、私立大成館設立
- 1911年4月 - 私立大成中学校と改称
- 1923年9月 - 県立移管、千葉県立長生中学校と改称
- 1948年4月 - 千葉県立長生高等学校と改称
- 1949年3月 - 定時制普通課程開設
- 1950年3月 - 一宮実業高等学校を合併、千葉県立長生第一高等学校と改称、男女共学実施（女子12名入学）
- 1953年4月 - 一宮校舎独立 千葉県立一宮商業高等学校と改称
- 1961年4月 - 千葉県立長生高等学校と改称
- 1969年4月 - 理数科設置
- 1969年5月 - 第1棟竣工（管理室、普通教室等）
- 1972年5月 - 第2棟竣工（特別教室、図書室等）
- 1987年3月 - 第3棟竣工（普通教室、工芸教室等）
- 2004年4月 - 県教育委員会指定の進学指導重点校となる。
- 2005年4月 - 進学重視型単位制移行
- 2021年4月 - 文部科学省よりスーパーサイエンスハイスクールの再指定を受ける
- 2025年4月 - 新制服に変更

## 年間行事
年度により変更あり。
- 4月 - 入学式　1年オリエンテーション
- 5月 - 1年校外学習
- 6月 - 創立記念日、体育祭
- 7月 - 文化祭（長高祭）　球技大会
- 8月 - 臨海実習（理数科）　勉強合宿
- 10月 - 秋期休業　修学旅行　芸術鑑賞会　大学教授と語る会
- 3月 - ssh・文化部発表会　卒業式　球技大会

## 校歌
- 千葉県立長生高等学校校歌 - 1948年（昭和23年）制定
  - 作詞: 白鳥省吾
  - 作曲: 橋本国彦

## 校章・校旗

### 校章
私立大成館の学則中、制帽の部分に「徽章 前面ニ大ノ字一個ヲ附ス」
とあるように、大成館・大成中学校時代を通じて篆書体による「大」の文字をそのまま帽章として用いていた。県立移管された後、梨の葉と5枚の花片の中心に「中」の文字を配した校章が制定された。新制高校移行後、生徒らから図案を募集した結果、旧制中学時代の校章の花片部分を修正し、「中」の文字を「長高」の2文字をひとまとめに図案化したものに置き換えた校章に変わって、現在に至っている。

## 創立記念日
- 6月1日 - 1925年（大正14年）制定

## 設置学科
全日制　
くくり募集　普通・理数科　(2024年度より)
- 普通科（通常6クラス）：2019年度の定員減少により1クラス減
- 理数科（1クラス）

定時制
- 普通科

## 定員
全日制
くくり募集　普通・理数科　2024年度より280名
- 普通科 240名（2019年度より40名減）
- 理数科 40名

定時制
- 普通科 40名

## 部活動

### 運動系
- 野球部
- 陸上競技部
- 柔道部
- 剣道部（2009年、2011年、2013年、2014年、2015年、2016年、2018年関東大会出場）
- ソフトテニス部
- 硬式テニス部
- サッカー部
- バスケットボール部
- 男子バレーボール部
- 女子バレーボール部
- 卓球部
- 水泳部
- フリークライミング部（設備劣化により2018年度をもって廃部）
- 新体操部（現在休部）
- 空手道部
- 弓道部（2013年の生徒総会にて同好会から部活に昇格）
- ダンス同好会（2018年度より愛好会から同好会に昇格）

### 文化系
- サイエンス部
- 文芸部
- 社会科研究部
- ESS部
- 写真部
- 書道部
- 放送部
- 美術部
- 吹奏楽部
- コーラス部
- マンドリン部
- 華道部
- 茶道部
- JRC部
- 演劇部
- 将棋部
- 囲碁同好会(廃部)
- フォークソング研究会

## 著名な出身者
- 宍倉正展（日本の地震学者・産総研グループ長・東京大学大学院理学系研究科兼任教授）
- 網野鉦一（映画監督）
- 安藤正俊（サッカー選手）
- 杏子（歌手、元BARBEE BOYS、1979年3月卒業）
- 井内顯策（元横浜地方検察庁検事正、元東京地方検察庁特捜部長、日本公証人連合会理事長）
- クボブリュ（ベーシスト、有頂天、1982年3月卒業）
- 吉野千代乃（歌手）
- 藤田浩司（ミュージシャン/パーカッショニスト）
- 森順子（実業家、フリーアナウンサー、元テレビ北海道アナウンサー）
- 岩瀬裕子（元ミヤギテレビアナウンサー）
- 勝鹿北星（漫画原作者）
- 石井準一（参議院議員）
- 月崎義幸（実業家、ジャパンディスプレイ社長）
- 水上学（競馬評論家、放送作家）
- 柴勝男（海軍大佐、ミズーリ号降伏文書調印使節一員）
- 兵部行遠（実業家、ミライアル代表取締役会長）
- 宮原秀明（元プロ野球選手）
- 鈴木義信（元野球選手、指導者）
- 太田義夫（元競輪選手）
- 成家義哉（声優）
- 平野麻樹子（女優）
- 吉野利弘（英文学者、立教大学名誉教授）
- 田中豊彦（政治家、元茂原市長）
- 三枝紀生（実業家、京成電鉄会長）
- 市原淳（政治家、茂原市長、元千葉県議会議員）
- 大矢光雄(実業家、東レ株式会社　代表取締役社長)

## 著名な教職員・関係者
- 伊藤公平（歌人・随筆家・小説家・作詞家）
- 小出義雄（陸上競技指導者）
- 山本文彦（洋画家）
- 齋藤圭祐（元プロ野球選手、硬式野球部コーチ）

## 交通
- 最寄駅：JR外房線茂原駅 徒歩12分

## その他
- 天夢賞
- 長高祭
  - 長高リレー（スウェーデンリレー）
- 刊行物
  - 『創立八十年史』　1972年（昭和47年）
  - 『創立百年史』　1989年（平成元年）
  - 『梨葉』（毎年）

## 関連文献
- 千葉県立長生高等学校百周年記念事業期成会百年史編集委員会　『創立百年史』千葉県立長生高等学校、1989年。